# Teafore Bennett
Teafore Winston Bennett (Duncans, 7 giugno 1984) è un calciatore giamaicano, attaccante del Village United.

## Caratteristiche tecniche
Gioca come punta centrale.

## Carriera

### Nazionale
Ha debuttato in Nazionale il 2 ottobre 2004, nell'amichevole Giamaica-Guatemala (2-2). Ha messo a segno la sua prima rete con la maglia della Nazionale il 26 novembre 2004, in Giamaica-Isole Vergini Americane (11-1), siglando la rete del momentaneo 10-0 al minuto 67. Ha partecipato, con la Nazionale, alla CONCACAF Gold Cup 2005. Ha collezionato in totale, con la maglia della Nazionale, 20 presenze e quattro reti.

## Palmarès

### Club

#### Competizioni nazionali
- Campionato giamaicano di calcio: 1

Village United: 2004-2005
- Coppa della Giamaica:

Village United: 2004-2005
- Campionato angolano di calcio: 2

Pedro Atlético: 2008, 2009